# Поліський національний парк
Поліський (пол. Poleski Park Narodowy) — національний парк на сході Польщі, в Люблінському воєводстві, в історичному регіоні Полісся.
Парк було утворено в 1990 році з площею 48,13 км². В даний час площа парку становить 97,62 км², з яких лісами зайнято 47,8 км²; внутрішніми водами — 24,77 км² та іншими землями — 23,73 км². Поліський національний парк і прилеглі райони утворюють біосферний заповідник «Західне Полісся», визнаний ЮНЕСКО в 2002 році. До парку також примикає заповідник з українського боку кордону. Рамсарською конвенцією парк визнаний важливим водно-болотним угіддям. Територія парку — рівнинна, з численними озерами і торфовищами.

Логотип Поліського національного парку

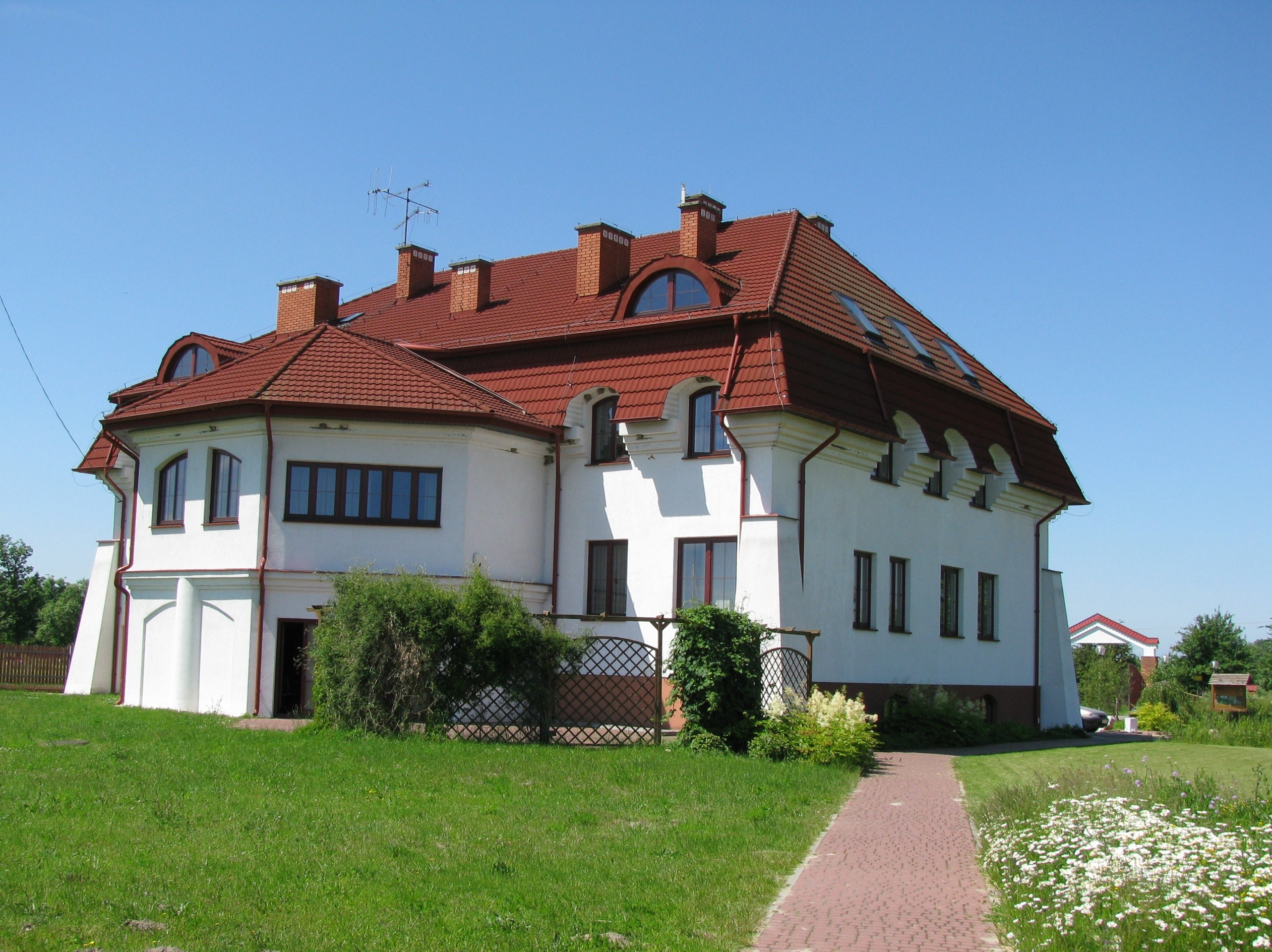
Дидактично-адміністративний центр — штаб-квартира

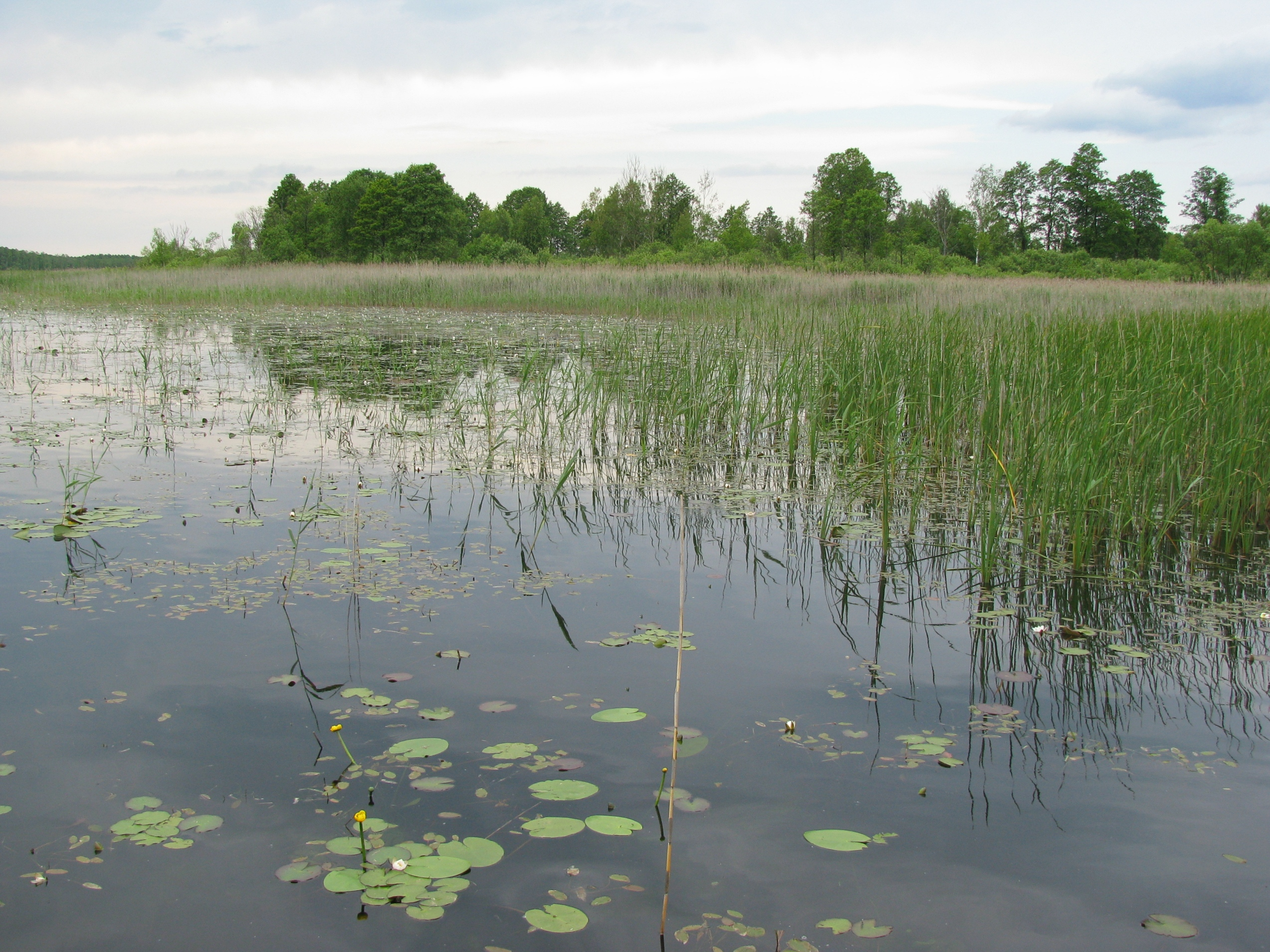
Озеро Люке

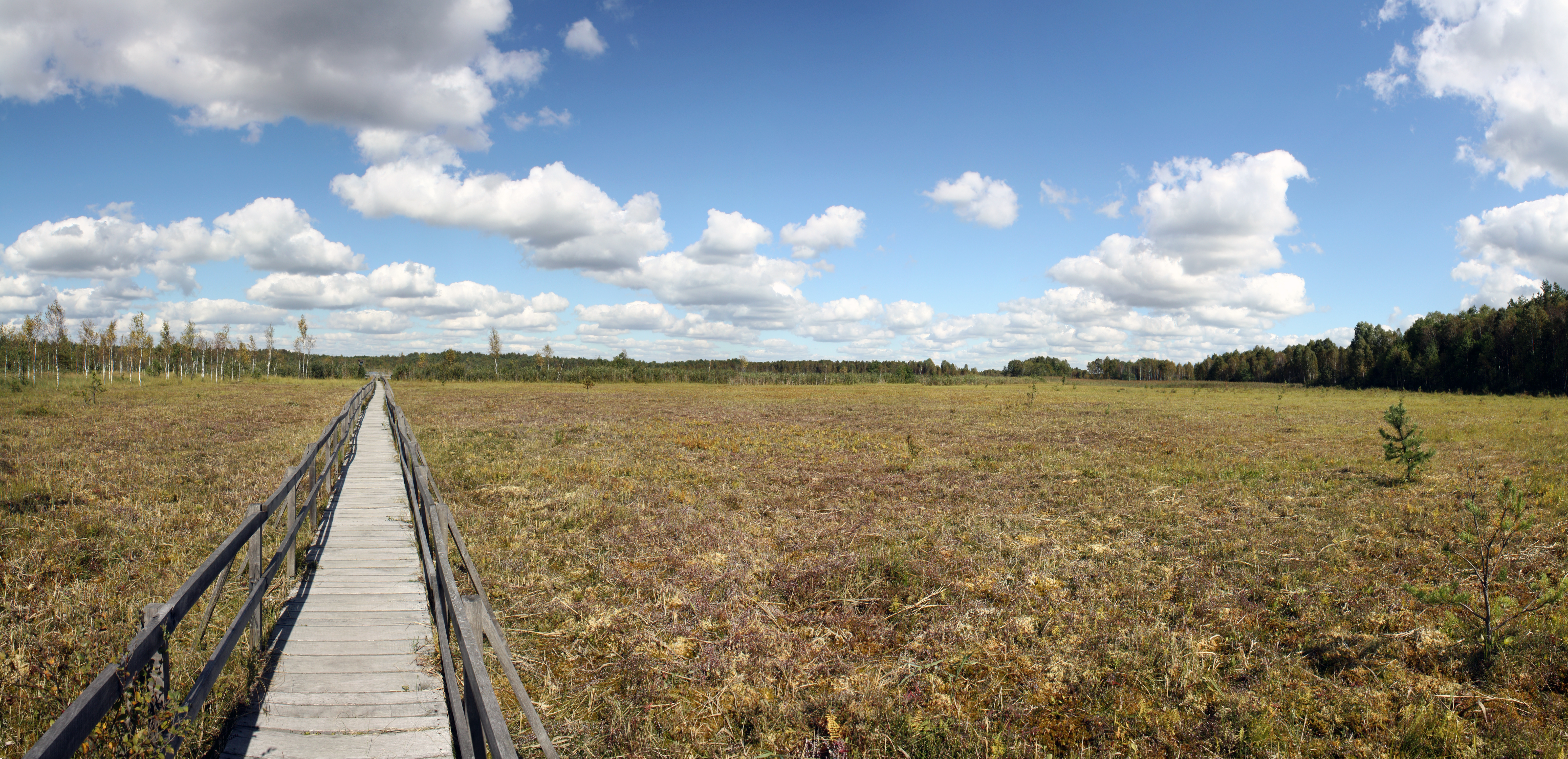
Торфовисько поблизу озера Мошне

Фауна включає 21 вид риб, 12 видів амфібій, 6 видів рептилій і 150 видів птахів. З 35 видів ссавців можна згадати лосів, видр, бобрів і кажанів.

## Ресурси Інтернету
- Вікісховище має мультимедійні дані за темою: Поліський національний парк
- Офіційний сайт парку [Архівовано 2 серпня 2009 у Wayback Machine.]

## Виноски
1. ↑  WEST POLESIE. Biosphere Reserve Information. UNESCO. Архів оригіналу за 24 серпня 2011. Процитовано 17 травня 2014.